# 道の駅一覧 中国地方
道の駅一覧 中国地方（みちのえきいちらん ちゅうごくちほう）は、中国地方（鳥取県、島根県、岡山県、広島県、山口県）に設置された道の駅の一覧である。

## 鳥取県
| 駅名 （ふりがな）                              | 所在地         | 設置路線名              | No.     | 備考                                                |
| ---------------------------------------------- | -------------- | ----------------------- | ------- | --------------------------------------------------- |
| 大栄 （だいえい）                              | 東伯郡北栄町   | 国道9号                 | 鳥取-01 |                                                     |
| 三朝・楽市楽座 （みささらくいちらくざ）        | 東伯郡三朝町   | 国道179号               | 鳥取-02 |                                                     |
| ほうじょう （ほうじょう）                      | 東伯郡北栄町   | 国道9号                 | 鳥取-03 | 旧称「北条公園」                                    |
| ポート赤碕 （ポートあかさき）                  | 東伯郡琴浦町   | 国道9号                 | 鳥取-04 |                                                     |
| はっとう                                       | 八頭郡八頭町   | 国道29号                | 鳥取-05 |                                                     |
| 犬挟 （いぬばさり）                            | 倉吉市         | 国道313号               | 鳥取-06 |                                                     |
| はわい                                         | 東伯郡湯梨浜町 | 国道9号                 | 鳥取-07 | E9 山陰自動車道はわいSAに併設                       |
| 神話の里 白うさぎ （しんわのさとしろうさぎ）   | 鳥取市         | 国道9号                 | 鳥取-08 | 重点「道の駅」                                      |
| 清流茶屋 かわはら （せいりゅうちゃやかわはら） | 鳥取市         | 国道53号                | 鳥取-09 | E29 鳥取自動車道の河原IC/PAに併設                   |
| 若桜 （わかさ）                                | 八頭郡若桜町   | 国道29号                | 鳥取-10 | 若桜駅に隣接                                        |
| 大山恵みの里 （だいせんめぐみのさと）          | 西伯郡大山町   | 県道240号 旧奈和西坪線  | 鳥取-11 | E9 山陰自動車道名和ICに併設                         |
| 燕趙園 （えんちょうえん）                      | 東伯郡湯梨浜町 | 県道22号 倉吉青谷線     | 鳥取-12 | 燕趙園に併設                                        |
| きなんせ岩美 （きなんせいわみ）                | 岩美郡岩美町   | 国道9号                 | 鳥取-13 |                                                     |
| 奥大山 （おくだいせん）                        | 日野郡江府町   | 国道181号               | 鳥取-14 | E73 米子自動車道江府ICに隣接                        |
| にちなん日野川の郷 （にちなんひのがわのさと）  | 日野郡日南町   | 県道8号 新見日南線      | 鳥取-15 | 重点「道の駅」                                      |
| 琴の浦 （ことのうら）                          | 東伯郡琴浦町   | 山陰自動車道            | 鳥取-16 | E9 山陰自動車道琴の浦IC/琴浦PAに併設 重点「道の駅」 |
| 西いなば気楽里 （にしいなばきらり）            | 鳥取市         | 県道32号 郡家鹿野気高線 | 鳥取-17 | E9 山陰自動車道浜村鹿野温泉ICに隣接                 |

## 島根県
| 駅名 （ふりがな）                                     | 所在地         | 設置路線名               | No.     | 備考                                       |
| ----------------------------------------------------- | -------------- | ------------------------ | ------- | ------------------------------------------ |
| 掛合の里 （かけやのさと）                             | 雲南市         | 国道54号                 | 島根-01 | 重点「道の駅」                             |
| 頓原 （とんばら）                                     | 飯石郡飯南町   | 国道54号                 | 島根-02 | 重点「道の駅」                             |
| ゆうひパーク浜田 （ゆうひパークはまだ）               | 浜田市         | 国道9号                  | 島根-03 | E9 山陰自動車道のSAでもある 重点「道の駅」 |
| ゆうひパーク三隅 （ゆうひパークみすみ）               | 浜田市         | 国道9号                  | 島根-04 |                                            |
| 瑞穂 （みずほ）                                       | 邑智郡邑南町   | 国道261号                | 島根-05 |                                            |
| グリーンロード大和 （グリーンロードだいわ）           | 邑智郡美郷町   | 国道375号                | 島根-06 |                                            |
| 大社ご縁広場 （たいしゃごえんひろば）                 | 出雲市         | 県道161号 斐川出雲大社線 | 島根-07 |                                            |
| サンエイト美都 （サンエイトみと）                     | 益田市         | 国道191号                | 島根-08 |                                            |
| 奥出雲おろちループ （おくいずもおろちループ）         | 仁多郡奥出雲町 | 国道314号                | 島根-09 | 奥出雲おろちループに併設                   |
| 広瀬・富田城 （ひろせとだじょう）                     | 安来市         | 県道45号 安来木次線      | 島根-10 |                                            |
| 赤来高原 （あかぎこうげん）                           | 飯石郡飯南町   | 国道54号                 | 島根-11 | 重点「道の駅」                             |
| かきのきむら                                          | 鹿足郡吉賀町   | 国道187号                | 島根-12 |                                            |
| キララ多伎 （キララたき）                             | 出雲市         | 国道9号                  | 島根-13 |                                            |
| 湯の川 （ゆのかわ）                                   | 出雲市         | 国道9号                  | 島根-14 |                                            |
| シルクウェイにちはら                                  | 鹿足郡津和野町 | 国道9号                  | 島根-15 |                                            |
| 秋鹿なぎさ公園 （あいかなぎさこうえん）               | 松江市         | 国道431号                | 島根-16 |                                            |
| 津和野温泉なごみの里 （つわのおんせんなごみのさと）   | 鹿足郡津和野町 | 県道13号 萩津和野線      | 島根-17 |                                            |
| さくらの里きすき （さくらのさときすき）               | 雲南市         | 国道54号                 | 島根-18 |                                            |
| 本庄 （ほんじょう）                                   | 松江市         | 国道431号                | 島根-19 |                                            |
| 匹見峡 （ひきみきょう）                               | 益田市         | 国道191号                | 島根-20 |                                            |
| 酒蔵奥出雲交流館 （さかぐらおくいずもこうりゅうかん） | 仁多郡奥出雲町 | 国道432号                | 島根-21 |                                            |
| インフォメーションセンターかわもと                    | 邑智郡川本町   | 国道261号                | 島根-22 |                                            |
| むいかいち温泉 （むいかいちおんせん）                 | 鹿足郡吉賀町   | 県道16号 六日市錦線      | 島根-23 |                                            |
| ロード銀山 （ロードぎんざん）                         | 大田市         | 国道9号                  | 島根-24 |                                            |
| サンピコごうつ                                        | 江津市         | 国道9号                  | 島根-25 |                                            |
| おろちの里 （おろちのさと）                           | 雲南市         | 国道314号                | 島根-26 |                                            |
| あらエッサ                                            | 安来市         | 国道9号 国道180号        | 島根-27 |                                            |
| たたらば壱番地 （たたらばいちばんち）                 | 雲南市         | 市道 雲南吉田インター線  | 島根-28 | E54 松江自動車道雲南吉田ICに併設           |
| ごいせ仁摩 （ごいせにま）                             | 大田市         | 県道31号 仁摩邑南線      | 島根-29 | E9 山陰自動車道仁摩・石見銀山ICに隣接      |
| 邑南の里 （おおなんのさと）                           | 邑智郡邑南町   | 国道261号                |         |                                            |

## 岡山県
| 駅名 （ふりがな）                                    | 所在地           | 設置路線名               | No.     | 備考                           |
| ---------------------------------------------------- | ---------------- | ------------------------ | ------- | ------------------------------ |
| かもがわ円城 （かもがわえんじょう）                  | 加賀郡吉備中央町 | 国道429号                | 岡山-01 |                                |
| がいせん桜 新庄宿 （がいせんざくらしんじょうしゅく） | 真庭郡新庄村     | 国道181号                | 岡山-02 | 旧称「メルヘンの里新庄」       |
| あわくらんど                                         | 英田郡西粟倉村   | 国道373号                | 岡山-03 | E29 鳥取自動車道西粟倉ICに併設 |
| くめなん                                             | 久米郡久米南町   | 国道53号                 | 岡山-04 |                                |
| みやま公園 （みやまこうえん）                        | 玉野市           | 国道30号                 | 岡山-05 |                                |
| 一本松展望園 （いっぽんまつてんぼうえん）            | 瀬戸内市         | 県道397号 寒河本庄岡山線 | 岡山-06 |                                |
| 黒井山グリーンパーク （くろいさんグリーンパーク）    | 瀬戸内市         | 県道397号 寒河本庄岡山線 | 岡山-07 |                                |
| 鯉が窪 （こいがくぼ）                                | 新見市           | 国道182号                | 岡山-08 | 特定テーマ型モデル「道の駅」   |
| 蒜山高原 （ひるぜんこうげん）                        | 真庭市           | 県道422号 蒜山高原線     | 岡山-09 |                                |
| 風の家 （かぜのいえ）                                | 真庭市           | 国道482号                | 岡山-10 |                                |
| 彩菜茶屋 （さいさいぢゃや）                          | 美作市           | 県道51号 美作奈義線      | 岡山-11 |                                |
| 奥津温泉 （おくつおんせん）                          | 苫田郡鏡野町     | 国道179号                | 岡山-12 |                                |
| 久米の里 （くめのさと）                              | 津山市           | 国道181号                | 岡山-13 |                                |
| 醍醐の里 （だいごのさと）                            | 真庭市           | 国道313号                | 岡山-14 |                                |
| かよう                                               | 加賀郡吉備中央町 | 国道484号                | 岡山-15 |                                |
| 笠岡ベイファーム （かさおかベイファーム）            | 笠岡市           | 国道2号笠岡バイパス      | 岡山-16 |                                |
| 山陽道やかげ宿 （さんようどうやかげしゅく）          | 小田郡矢掛町     | 国道486号                | 岡山-17 |                                |

## 広島県
| 駅名 （ふりがな）                               | 所在地           | 設置路線名              | No.     | 備考                           |
| ----------------------------------------------- | ---------------- | ----------------------- | ------- | ------------------------------ |
| リストアステーション                            | 庄原市           | 国道432号               | 広島-01 |                                |
| 遊YOUさろん東城 （ゆうゆうさろんとうじょう）    | 庄原市           | 国道182号               | 広島-02 |                                |
| さんわ182ステーション                           | 神石郡神石高原町 | 国道182号               | 広島-03 |                                |
| 豊平どんぐり村 （とよひらどんぐりむら）         | 山県郡北広島町   | 県道40号 安佐豊平芸北線 | 広島-04 |                                |
| 来夢とごうち （らいむとごうち）                 | 山県郡安芸太田町 | 国道191号               | 広島-05 |                                |
| よがんす白竜 （よがんすはくりゅう）             | 三原市           | 国道432号               | 広島-06 |                                |
| アリストぬまくま                                | 福山市           | 県道47号 鞆松永線       | 広島-07 |                                |
| スパ羅漢 （スパらかん）                         | 廿日市市         | 国道186号               | 広島-08 |                                |
| ゆめランド布野 （ゆめランドふの）               | 三次市           | 国道54号                | 広島-09 | 重点「道の駅」                 |
| ふぉレスト君田 （ふぉレストきみた）             | 三次市           | 県道39号 三次高野線     | 広島-10 |                                |
| クロスロードみつぎ                              | 尾道市           | 国道486号               | 広島-11 | 重点「道の駅」                 |
| 舞ロードIC千代田 （まいロードインターちよだ）   | 山県郡北広島町   | 県道5号 浜田八重可部線  | 広島-12 | E2A 中国自動車道千代田ICに併設 |
| 北の関宿安芸高田 （きたのせきじゅくあきたかた） | 安芸高田市       | 県道64号 三次美土里線   | 広島-13 | E2A 中国自動車道高田ICに併設   |
| 湖畔の里福富 （こはんのさとふくとみ）           | 東広島市         | 国道375号福富バイパス   | 広島-14 |                                |
| たけはら                                        | 竹原市           | 国道185号               | 広島-15 |                                |
| みはら神明の里 （みはらしんめいのさと）         | 三原市           | 国道2号三原バイパス     | 広島-16 |                                |
| たかの                                          | 庄原市           | 県道39号 三次高野線     | 広島-17 | E54 松江自動車道高野ICに併設   |
| 世羅 （せら）                                   | 世羅郡世羅町     | 国道432号               | 広島-18 | E54 尾道自動車道世羅ICに併設   |
| びんご府中 （びんごふちゅう）                   | 府中市           | 市道 府川11号線         | 広島-19 |                                |
| 三矢の里あきたかた （みつやのさとあきたかた）   | 安芸高田市       | 国道54号                | 広島-20 |                                |
| 西条のん太の酒蔵 （さいじょうのんたのさかぐら） | 東広島市         | 国道2号西条バイパス     | 広島-21 |                                |

## 山口県
| 駅名 （ふりがな）                              | 所在地           | 設置路線名                                            | No.     | 備考                                 |
| ---------------------------------------------- | ---------------- | ----------------------------------------------------- | ------- | ------------------------------------ |
| 阿武町 （あぶちょう）                          | 阿武郡阿武町     | 国道191号                                             | 山口-01 |                                      |
| 萩往還 （はぎおうかん）                        | 萩市             | 県道32号 萩秋芳線                                     | 山口-02 | 旧称「萩往還公園」                   |
| あさひ                                         | 萩市             | 国道262号                                             | 山口-03 |                                      |
| あいお                                         | 山口市           | 県道338号 大海秋穂二島線                              | 山口-04 |                                      |
| ゆとりパークたまがわ                           | 萩市             | 国道191号                                             | 山口-05 |                                      |
| サザンセトとうわ                               | 大島郡周防大島町 | 国道437号                                             | 山口-06 |                                      |
| きくがわ                                       | 下関市           | 国道491号                                             | 山口-07 |                                      |
| ハピネスふくえ                                 | 萩市             | 県道11号 萩篠生線                                     | 山口-08 |                                      |
| 長門峡 （ちょうもんきょう）                    | 山口市           | 国道9号                                               | 山口-09 |                                      |
| ピュアラインにしき                             | 岩国市           | 国道187号                                             | 山口-10 |                                      |
| おふく                                         | 美祢市           | 国道316号                                             | 山口-11 | 於福駅に隣接                         |
| みとう                                         | 美祢市           | 国道435号                                             | 山口-12 | 実際の設置路線は県道30号小野田美東線 |
| 仁保の郷 （にほのさと）                        | 山口市           | 国道376号                                             | 山口-13 |                                      |
| 萩しーまーと （はぎしーまーと）                | 萩市             | 県道67号 萩川上線                                     | 山口-14 | 全国モデル「道の駅」                 |
| 願成就温泉 （がんじょうじゅおんせん）          | 山口市           | 国道9号                                               | 山口-15 |                                      |
| うり坊の郷 katamata （うりぼうのさとかたまた） | 萩市             | 国道315号                                             | 山口-16 |                                      |
| 蛍街道西ノ市 （ほたるかいどうにしのいち）      | 下関市           | 県道34号 下関長門線                                   | 山口-17 |                                      |
| きらら あじす                                  | 山口市           | 県道212号 山口阿知須宇部線 県道213号 きらら浜沖の原線 | 山口-18 |                                      |
| 萩・さんさん三見 （はぎさんさんさんみ）        | 萩市             | 国道191号萩三隅道路                                   | 山口-19 | E9 山陰自動車道明石PAに併設          |
| 北浦街道 豊北 （きたうらかいどうほうほく）     | 下関市           | 国道191号                                             | 山口-20 |                                      |
| ソレーネ周南 （ソレーネしゅうなん）            | 周南市           | 国道2号                                               | 山口-21 | 重点「道の駅」                       |
| 上関海峡 （かみのせきかいきょう）              | 熊毛郡上関町     | 県道23号 光上関線                                     | 山口-22 |                                      |
| 潮彩市場防府 （しおさいいちばほうふ）          | 防府市           | 市道 新築地一号線                                     | 山口-23 |                                      |
| センザキッチン                                 | 長門市           | 県道282号 仙崎停車場小浜線                            | 山口-24 |                                      |